# Società Applicazioni Meccaniche Costruzioni Automobilistiche
Società Applicazioni Meccaniche Costruzioni Automobilistiche, kurz SAMCA, war ein italienischer Hersteller von Automobilen.

## Unternehmensgeschichte
Das Unternehmen aus Parma begann 1947 mit der Produktion von Automobilen. Der Markenname lautete Atomo. Im Oktober 1949 endete die Produktion nach nur wenigen hergestellten Exemplaren.

## Fahrzeuge
Das einzige Modell war ein Kleinstwagen mit drei Rädern. Für den Antrieb sorgte ein Zweizylinder-Zweitaktmotor mit 246 cm³ Hubraum. Der Motor war oberhalb des einzelnen Hinterrades montiert und trieb das Hinterrad an. Das Getriebe hatte drei Gänge. Die bauartbedingte Höchstgeschwindigkeit war mit 75 km/h angegeben.